# De Havilland Flamingo
De De Havilland DH.95 Flamingo was een Brits tweemotorig verkeersvliegtuig waarvan het prototype op 22 december 1938 voor het eerst vloog. Het toestel had twee Bristol Perseus stermotoren. De bemanning bestond uit twee piloten en een radio-operator. De geheel metalen hoogdekker was ontworpen om 12 tot 17 passagiers te vervoeren over middellange afstanden. De loopbaan van het toestel werd echter gekortwiekt door de Tweede Wereldoorlog. 
In juli 1939 werd de Flamingo in gebruik genomen door Jersey and Guernsey Airways, voor vluchten tussen Britse vliegvelden en de Kanaaleilanden. Dit gebeurde aanvankelijk met het prototype; de drie toestellen die de maatschappij had besteld zouden haar nooit bereiken. Het prototype en het eerste toestel werden opgevorderd voor militaire dienst en de twee andere zouden nooit geproduceerd worden.
De Royal Air Force nam zes toestellen in dienst en BOAC zeven exemplaren, vooral voor vluchten in het Midden-Oosten. Een enkel exemplaar werd gebouwd van een militaire variant, met de naam De Havilland Hertfordshire, te herkennen aan de ovale ramen in plaats van rechthoekige. Dit toestel kon tot 22 soldaten vervoeren. Een bijkomende bestelling van 40 vliegtuigen werd geschrapt en de productie van het type werd gestopt omwille van de oorlogsvereisten. Het laatst gebouwde exemplaar van de Flamingo werd een tijdlang gebruikt door de King's Flight voor het vervoer van leden van de koninklijke familie en de Britse regering.
De meeste Flamingo's werden vanaf 1950 uit dienst genomen en de laatste werd in 1954 tot schroot herleid.